# غرق شدن مهاجران مالت (۲۰۱۴)
غرق‌شدن مهاجران مالت (انگلیسی: 2014 Malta migrant shipwreck) در ماه سپتامبر ۲۰۱۴ رخ داد. سازمان بین‌المللی مهاجرت اعلام کرد که در ۱۱ سپتامبر ۲۰۱۴ یک کشتی حامل ۵۰۰ مهاجر سوری، فلسطینی و سودانی در ساحل مالت غرق شد.

## شرح ماوقع
بدنبال غرق شدن کشتی حامل مهاجران در ۱۱ سپتامبر، عمده مسافران آن جان خود را ا زدست دادند از این تعداد ۹ نفر نجات پیدا کردند این کشتی در تاریخ ۶ سپتامبر دمیاط مصر را ترک کرد و پنج روز بعد در ۱۱ سپتامبر غرق شد. دو قاچاقچی از بازماندگان کشتی غرق شده متهم هستند پس از آنکه پناهندگان موافقت نکردند به کشتی دیگری منتقل شوند کشتی را به عمد غرق کردند.